# Petalopoma elisabettae
Petalopoma elisabettae is een slakkensoort uit de familie van de Siliquariidae. De wetenschappelijke naam van de soort is voor het eerst geldig gepubliceerd in 2002 door Schiaparelli.